# Huntly

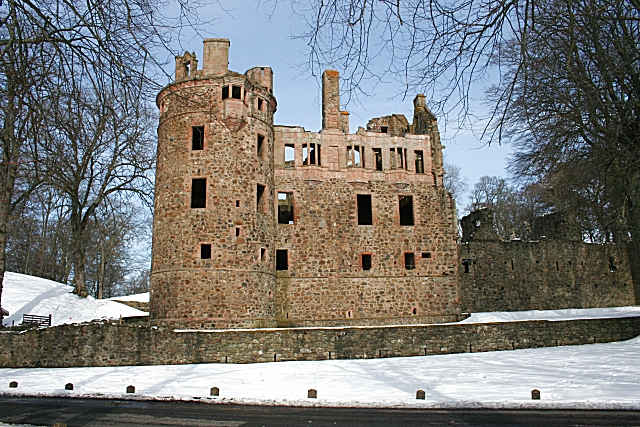
Il castello di Huntly

Huntly (in gaelico scozzese: Hunndaidh), un tempo conosciuta come Milton of Strahbogie o semplicemente Strahbogie (in gaelico scozzese: Srath Bhalgaidh), è una cittadina (e un tempo burgh) di circa 4.800 abitanti della Scozia nord-orientale, facente parte dell'area di consiglio del Aberdeenshire e situata nei pressi della confluenza tra i fiumi Deveron e Bogie.

## Geografia fisica
Huntly si trova nella parte nord-occidentale dell'Aberdeenshire, a 40 miglia a nord-ovest di Aberdeen.
È situata ad un'altitudine di 408 piedi sul livello del mare.

## Storia
Le origini della città vanno di pari passo con la costruzione di un castello in loco, l'attuale castello di Huntly, realizzato intorno agli anni ottanta del XII secolo e chiamato in origine
Peel of Strahbogie. Gli abitanti erano in gran parte servitori del castello.
Nel 1506 la località e il suo castello divennero proprietà di Alessandro, III conte di Huntly, che cambiò il nome di entrambi in Milton of Strahbogie. La località si chiamò quindi in questo modo per lungo tempo.
In seguito, nel 1545 la località divenne un burgh sotto il dominio dei duchi di Richmond e Gordon.
Nel 1799 la località contava circa 3.000 abitanti ed iniziò a svilupparsi economicamente a partire dal 1854, quando a Huntly giunse la ferrovia lungo la linea che collegava Aberdeen a Inverness .

## Monumenti e luoghi d'interesse

### Architetture militari

#### Castello di Huntly
Tra i principali edifici di Huntly, figura il castello, originariamente costruito negli anni ottanta del XII secolo ed ampliato nel corso del XVI e XVII secolo dalla famiglia Gordon..

## Società

### Evoluzione demografica
Al censimento del 2011, Huntly contava una popolazione pari a 4.770 abitanti, di cui 2.539 erano donne e 2.271 erano uomini.
La località ha conosciuto un incremento demografico rispetto al 2001, quando contava una popolazione pari a 4.690 abitanti. Il dato è tendende ad un ulteriore rialzo, in quanto la popolazione stimata per il 2016 era pari a 4.810 abitanti.